# Étymologie du mot « mafia »
Pour les articles homonymes, voir Mafia (homonymie).

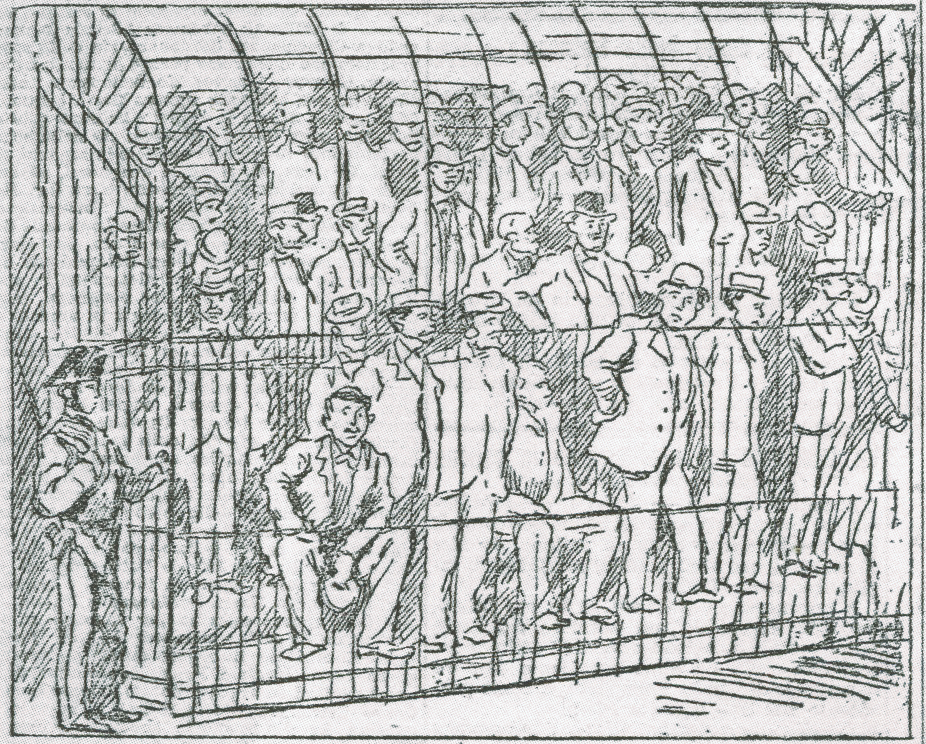
Grand procès de 1901 contre la mafia : 89 inculpés, 32 condamnés, une bonne partie libérée en raison de la détention provisoire déjà effectuée. Illustration du journal de Palerme, L'Ora, propriété de la riche famille Florio, elle-même liée à la mafia.

Le terme mafia désigne le crime organisé, d'abord sicilien, puis à travers le monde. Le mot « mafia » possède une origine incertaine. Il serait originaire de Toscane, et est apparu au milieu du XIXe siècle en Sicile. De nombreuses étymologies folkloriques sont recensées. 

## L'apparition du terme en Sicile: 1863
Le terme est popularisé dans les années 1860. Il est apparu pour la première fois en 1863. Dans son dictionnaire de dialecte sicilien, Traina signale que c'est un mot récent et importé par les Piémontais venus dans l'île avec Garibaldi, au moment de l'unification italienne. Vincenzo Mortillaro (1876) donne aussi au mot mafia une origine exogène, un mot importé par les Piémontais qui était synonyme de la Camorra pour Naples.

## Un mot originaire de Toscane, puis réapproprié par la société sicilienne
Ce mot n'est donc pas d'origine sicilienne, mais vient de l'Italie du Nord, probablement du toscan, où il signifie « misère ». Le mot à l'origine possédait deux f (maffia), mais à son arrivée en Sicile il en perd un par affaiblissement phonétique. Ce que les Piémontais définissaient comme « misère » était la vie en Sicile, région pauvre. Les Siciliens lui ont attribué son sens actuel, rejetant les préjugés venus du Nord avec l'unité italienne.

## Mythologies développées autour du mot
À partir de là, on a rattaché à ce mot tout le courant historique de résistance à l'envahisseur étranger : depuis les fameuses vêpres siciliennes de 1282. À cette époque l'étranger n'était pas piémontais mais français ; au moment du soulèvement sanglant de 1282, le mot d'ordre avait été « Mort aux Français », « Morte Alla Francia » dont les initiales étaient MAF, il ne manquait plus qu'à rajouter, quitte à tordre le cou à la vérité historique, le « Italia Anella » pour que la phrase devienne « L'Italie aspire à la mort de la France » (ce qui était pratique à une heure où Napoléon III soutenait l'unité italienne au profit du royaume de Piémont-Sardaigne sans tenir compte des aspirations siciliennes) et que les initiales deviennent par la même occasion MAFIA. 
Ce sont les Siciliens et encore plus les mafieux eux-mêmes qui enjolivèrent les origines du mot lui déniant le côté criminel et même associatif. Ainsi le linguiste Giuseppe Pitrè préférait voir la « mafia » comme une « hardiesse apparente et secrète d'âme, un orgueil, une fierté, une supériorité d'âme », de même Giuseppe Maggiore y voyait simplement une « hypertrophie de l'ego ». Ces mêmes érudits qui cherchaient à dénier le côté criminel et récent de la mafia étaient eux-mêmes liés de près à ce milieu et leurs travaux sont fortement remis en cause par les historiens de la mafia (John Dickie souligne que Pitrè était à l'époque proche collaborateur du député Raffaele Palizzolo, un mafieux notoire). Encore récemment Diego Gambetta (en) (1993) a repris à son compte cette étymologie romantico-fantaisiste, preuve de la persistance aujourd'hui encore des illusions que l'on se fait autour de la mafia.
Dickie, lui, explique que l’étymologie découlerait directement de l’arabe ma’aaf, signifiant « vision exagérée de sa propre puissance », théorie corroborée par l’invasion par les Maures de la Sicile. Dans la même veine, on trouve l'arabe muâfat qui signifie « courage » ou « protection des faibles », ou mua-fy, une incantation prononcée pour se protéger contre « la mort rôdant la nuit ».
Le mot pourrait venir aussi d'un nom de lieu : un champ de courses, ou une région riche en cavernes (magtaa signifiant caverne) des environs de Trapani. On a même pensé au mot mahias qui veut dire « vantard ». Un autre mythe voudrait que MAFIA soit les initiales d'une secte de mercenaires regroupés autour de Giuseppe Mazzini : « Mazzini Autorizza Furti Incendi Avvelenamenti » qui veut dire « Mazzini autorise les vols, incendies et empoisonnements ».
D'autres étymologies ont pu être invoquées, comme dans la nouvelle Philologie (1973, in La Mer couleur de vin) de Leonardo Sciascia qui met ironiquement en scène deux mafieux proposant des significations divergentes, souvent absurdes, dans le but de dérouter et de mystifier le lecteur. Ainsi, à l'origine du mot, il y aurait, selon certains, le terme pluriel maffi qui désigne une partie des harnais des chevaux (petites bandes de peau)[réf. nécessaire].
Salvatore Lupo souligne cette pratique en notant que la création de dérivations invraisemblables pour un mot, prétendument issues de temps anciens, semble viser à résoudre de manière fallacieuse les problèmes d'interprétation ou même d'action.

## I mafiusi di la Vicaria di Palermo, 1862
L’expression mafistes serait devenue courante, dans son sens criminel, à partir de 1863, avec la pièce Les mafistes de la prison de Palerme (I mafiusi di la Vicaria di Palermo), de Giuseppe Rizzotto (it) et Gaetano Mosca, qui eut un grand succès et fut traduit en italien, napolitain et meneghino, diffusant le terme dans toute l'Italie. Dans cette pièce, le mafioso est le camorrista, l’« homme d’honneur », c’est-à-dire l’individu qui adhère à une société qui s’oppose aux institutions et qui exhibe courage et supériorité, il est montré sous son plus mauvais jour : grossier, arrogant, violent, hypocrite, lâche, perfide, etc.. À la fin de la pièce, les « prisonniers » ou « mafistes », sont libérés par un homme qui les engage dans une société de secours mutuel pour les réinsérer socialement ; la morale est donc sauve puisque ces hommes ne seraient donc pas perdus pour de bon pour la société. Quoi qu'il en soit cette pièce jouée pour la première fois à Rome en 1884 connaît un véritable succès. Selon Dickie, cette pièce est à l'origine du mythe de la mafia protectrice des faibles et symbole de comportement honorable. 

## Les rapports duXIXesiècle
Dans son rapport de 1864 sur la sécurité publique en Sicile, Nicolò Turrisi Colonna, qui se révèlera plus tard proche du mafieux Antonino Giammona, ne parle pas de mafia, mais de « secte ». Dickie affirme que c'est le gouvernement italien qui popularisa le terme dans son sens actuel.
Un document confidentiel signé par le marquis et préfet de Palerme Philippe-Antoine Gualterio, en avril 1865, mentionne la « Mafia, o associazione malandrinesca » (en français, « la Mafia, ou association de malandrins »)[réf. nécessaire]. Selon Gualterio, la Mafia offrait alors sa protection aux opposants du gouvernement. Le gouvernement profita des suggestions de ce rapport pour envoyer une troupe de 15 000 soldats en Sicile, pendant six mois, pour réprimer l'opposition politique. Selon Dickie, Gualterio avait opportunément classé tous les agissements de la Mafia du côté des adversaires du gouvernement, alors que des chefs importants, tels Antonino Giammona, s'étaient placés du côté du gouvernement. Son rapport suscita également une longue controverse sur le sens du mot mafia, certains affirmant qu'il voulait dire comportement honorable et brave, d'autres déclarant au contraire qu'il désignait une organisation criminelle. En 1877, le rapport de Leopoldo Franchetti et Sidney Sonnino décrivit la mafia comme une « industrie de la violence », et le sens d'association criminelle fut consacré à nouveau par le rapport Sangiorgi (it) au tournant du xxe siècle.

## Théories diverses
(août 2017).
De maffi viendrait l'adjectif maffiusu = cavallo bardato ed ornato = « cheval harnaché » et aussi « cheval de la Berberie »[réf. nécessaire], par extension dit de l'homme qui veut s'habiller toujours de façon accoutrée, attifée. Donc l'origine de maffiusu serait la même que celle du napolitain guappo (de l'espagnol guapo, « beau », mais aussi « bien habillé »).
Maffia, devenu mafia au Nord de l'Italie (où on ne prononçait pas les doubles consonnes) aurait été formé sur l'adjectif substantivé.
En Toscane, dans la langue populaire mafioso veut dire « bien harnaché » (dit d'une personne élégante, bien habillée ou habillée de manière excessive)[réf. nécessaire]. Mafia serait le comportement de cette personne. Cependant, cela pourrait signifier, par ironie, le contraire, mafioso voulant alors dire « mal harnaché », « pauvre », mal habillé et mafia « pauvreté ».
On raconte traditionnellement que ce qui provoqua les vêpres siciliennes est qu'un jeune soldat français provençal, nommé Pierre Druet, viola une jeune fille. La mère, bouleversée par ce qui était arrivé à sa fille, courut à travers les rues en hurlant Ma - ffia, Ma - ffia! ou « mia figlia, mia figlia » (« Ma fille, ma fille »). Le cri de la mère fut répété par d'autres et depuis Palerme le terme se diffusa dans toute la Sicile. Le terme mafia devint ainsi le mot des mouvements de résistance, émergeant ainsi de la lutte des siciliens et des italiens très pauvres. On raconte aussi que le fiancé de la jeune fille cria « Morte alla Francia », Mort aux Français, début des initiales de MAFia.
L'expression « mia figlia » aurait pu également être prononcée par une mère à la suite d'un crime sur sa fille, mais passionnel cette fois-ci, ce qui opposa deux puissantes familles siciliennes et déclencha ainsi l'une des premières vendetta.
Aujourd'hui encore, en Sicile, l'adjectif mafiusu est utilisé aussi pour désigner quelque chose de coûteux : un costume élégant ou une voiture prestigieuse sont un vestito mafiusu, una machina mafiusa, car à l'époque le peuple voyait dans les mafiosi leurs défenseurs, mais aussi car il associait l'idée de la justice sociale avec celle de l'avenance et de la prestance.[réf. nécessaire]

### Terminologie
- il gabbelluto : c'est un intermédiaire entre les grands propriétaires terriens et les paysans, qui loue les terres aux paysans en échange d'une part très importante de leur récolte[1].
- i latifondi : ce sont des exploitations agricoles qui pratiquent une agriculture extensive. Elles sont caractéristiques d'économies peu développées : manque de structures d'irrigation et des moyens rustiques.
- il pentito : c'est littéralement un « repenti », c'est-à-dire un ex-mafieux qui accepte de rompre l'omertà et de collaborer avec la justice en donnant des informations aux carabiniers, ceci en échange d'une protection policière et d'une réduction de peine.
- le pizzo : litt. « le bec », désignant l'argent du racket par dérivation issue de l'expression « se mouiller le bec »[1].